# Koglhof
Koglhof település Ausztriában, Stájerország tartományban, a Weizi járásban. 2015 óta Birkfeld része. Tengerszint feletti magassága 600 méter, területe 30,29 km². Lakosainak száma 1103 fő. Koglhof Haslau bei Birkfeld, Gschaid bei Birkfeld és Naintsch településekkel határos.